# 中华人民共和国香港特别行政区驻军法
《中华人民共和国香港特别行政区驻军法》是一部中华人民共和国法律，该法律于1996年12月30日在第八届全国人民代表大会常务委员会通过，并于1997年7月1日起施行。

## 立法缘由
《中华人民共和国香港特别行政区驻军法》的第一条是“为了保障中央人民政府派驻香港特别行政区负责防务的军队依法履行职责，维护国家的主权、统一、领土完整和香港的安全，根据宪法和香港特别行政区基本法，制定本法。”

## 实施
《中华人民共和国香港特别行政区驻军法》的最后一条是“本法自1997年7月1日起施行。”